# Trionyxellidae
Famille
Les Trionyxellidae sont une famille d'opilions laniatores. On connaît une trentaine d'espèces dans 20 genres.

## Distribution
Les espèces de cette famille se rencontrent en Asie et en Afrique.

## Liste des genres
Selon World Catalogue of Opiliones (24/06/2021) :
- Mysoreinae Roewer, 1935
  - Attakattius Roewer, 1929
  - Mysorea Roewer, 1935
  - Typestus Roewer, 1935
- Opcochininae Roewer, 1935
  - Drugius Roewer, 1929
  - Opcochina Roewer, 1927
  - Trionyxana Roewer, 1927
- Pungoicinae Roewer, 1935
  - Pungoica Roewer, 1915
- Trionyxellinae Roewer, 1912
  - Anambasius Roewer, 1940
  - Balnissa Roewer, 1935
  - Brysma Roewer, 1935
  - Calloristus Roewer, 1935
  - Dulitellus Roewer, 1935
  - Kandyca Roewer, 1915
  - Namutonia Lawrence, 1931
  - Nilgirius Roewer, 1915
  - Nuwaria Roewer, 1915
  - Randilella Lawrence, 1963
  - Triaenopodium Roewer, 1915
  - Trionychiperna Roewer, 1929
  - Trionyxella Roewer, 1912

## Publication originale
- Roewer, 1912 : « Die Familien der Assamiiden und Phalangodiden der Opiliones-Laniatores. (= Assamiden, Dampetriden, Phalangodiden, Epedaniden, Biantiden, Zalmoxiden, Samoiden, Palpipediden anderer Autoren). » Archiv für Naturgeschichte, sér. A, vol. 78, no 3, p. 1–242 (texte intégral).